# أمين شرني
محمد أمين الشرني (مواليد 7 يوليو 2001) هو لاعب كرة قدم محترف يلعب في مركز مدافع لنادي لافالوا. وُلد في فرنسا، ويلعب مع المنتخب التونسي.

## المسيرة المهنية
انضم الشرني إلى أكاديمية شباب باريس إف سي في سن التاسعة، وقضى عقدًا من الزمن مع النادي قبل أن يلعب مع فريق الاحتياطي في عام 2020. في 29 يونيو 2021، انتقل إلى نادي باريس 13 أتلتيكو المنافس في الدوري الوطني 2 حيث بدأ مسيرته الاحترافية. في الموسم التالي، في 15 يونيو 2022، انتقل إلى شامبلي تحت إشراف مدربه السابق فابيان فاليري. في 30 يونيو 2023، انتقل إلى دوري الدرجة الثانية الفرنسي (ليغ 2) مع نادي لافالوا بعقد لمدة موسمين، موقّعًا أول عقد احترافي له. وقد خاض أول مباراة احترافية له مع لافال في فوز 1–0 على أنجيه بتاريخ 5 أغسطس 2023.

## المسيرة الدولية
ولد الشرني في فرنسا وهو من أصول تونسية. مثل منتخب تونس على مستوى الشباب، حيث شارك مع منتخب تونس تحت 20 عامًا في كأس الأمم الأفريقية تحت 20 سنة 2021. في نوفمبر 2023، تم استدعاؤه إلى منتخب تونس الأول لمجموعة من مباريات تصفيات كأس العالم 2026.